# Ett gammalt fult och elakt troll det var en gång
Ett gammalt fult och elakt troll det var en gång är inledningsorden till den svenska barnvisan "Det var en gång" med text och musik av Felix Körling. Sångtexten, som anspelar på flera geografiska platser, skildrar ett troll som tillsammans med sin fru och katt anländer till Sverige i en luftballong. Sången utgavs första gången i samlingen Misse-Måns och andra visor 1918.

## Inspelningar
En tidig inspelning gjordes av Märta Ekström, med Otto Nordlund vid pianot, den 16 december 1929, och gavs ut på skiva i december 1930, då med sångtiteln "Det var en gång". Sången finns också inspelad med Peter Himmelstrand, och gavs ut på skiva 1978.
Sången finns även med text på finska av poeten Ingeborg (Immi) Hellén (1861–1937), då med titeln "Oli kerran vanha peikko". Den finskspråkiga texten refererar till andra ortsnamn.